# NGC 7413
NGC 7413 é uma galáxia elíptica (E-S0) localizada na direcção da constelação de Pegasus. Possui uma declinação de +13° 13' 16" e uma ascensão recta de 22 horas, 55 minutos e 03,0 segundos.
A galáxia NGC 7413 foi descoberta em 2 de Setembro de 1886 por Lewis A. Swift.